# Odontocolon geniculatum
Odontocolon geniculatum är en stekelart som först beskrevs av Joseph Kriechbaumer 1889.  Odontocolon geniculatum ingår i släktet Odontocolon och familjen brokparasitsteklar. Arten är reproducerande i Sverige. Inga underarter finns listade i Catalogue of Life.